# Renault Captur
De Captur is een Mini SUV van het Franse merk Renault. Het model is in 2013 gepresenteerd en ontworpen onder leiding van Laurens van den Acker. In 2011 liet Renault al een concept zien met dezelfde naam, waarop het productiemodel is gebaseerd. Vanaf de introductie is de Renault Captur een van de best verkopende modellen in zijn segment.

## Eerste generatie (2013-2019)
De eerste generatie van de Renault Captur werd op 11 januari 2013 onthuld. Het model is gebaseerd op de vierde generatie  Renault Clio en heeft duidelijke overeenkomsten met het concept model dat eerder werd getoond, met een groot logo op de voorkant van de auto.
De Captur heeft nieuwe elementen, zoals een grote lade in het dashboard in plaats van een conventioneel handschoenenkastje.
Verkoop van Captur is gestart op  11 april 2013.

### Facelift 2017
In 2017 kreeg de Captur een kleine facelift. Het model kreeg nieuwe voor- en achterlichten en ook de voorbumper werd iets gewijzigd.

### Renault Samsung QM3
De Renault Samsung QM3 is een badge-engineering van de Captur die in april 2013 werd gelanceerd in Zuid-Korea. De afmetingen en wielbasis zijn dan ook identiek aan die van de Captur.

### Renault Kaptur (B0 platform)
In 2016 lanceerde Renault in Rusland de Kaptur. Het model is gebaseerd op het B0-platform, waarmee de Kaptur een langere wielbasis heeft de originele Captur. Wel is de Kaptur qua styling gebaseerd op de originele Captur.

### Afbeeldingen

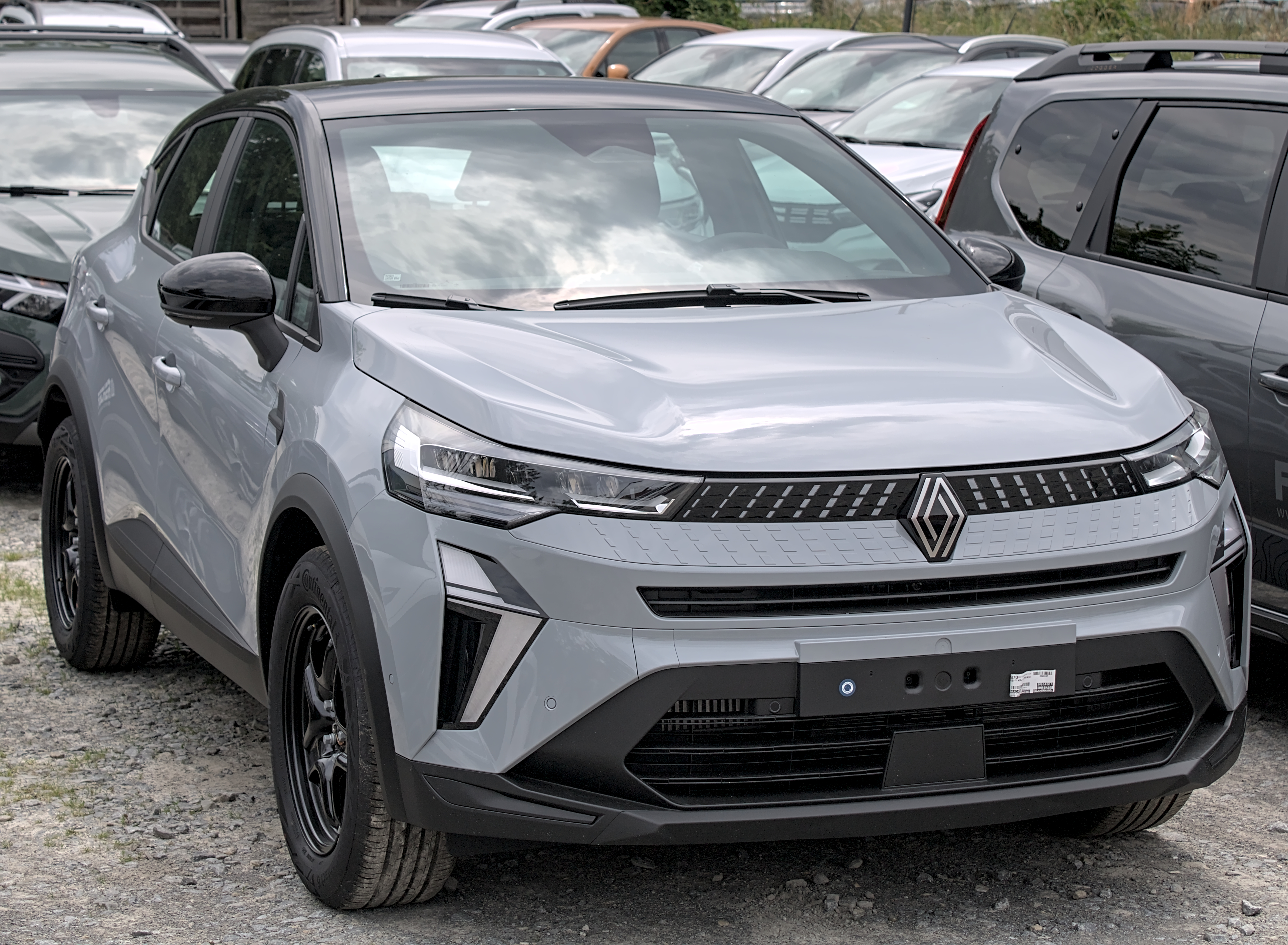
Captur II 2024
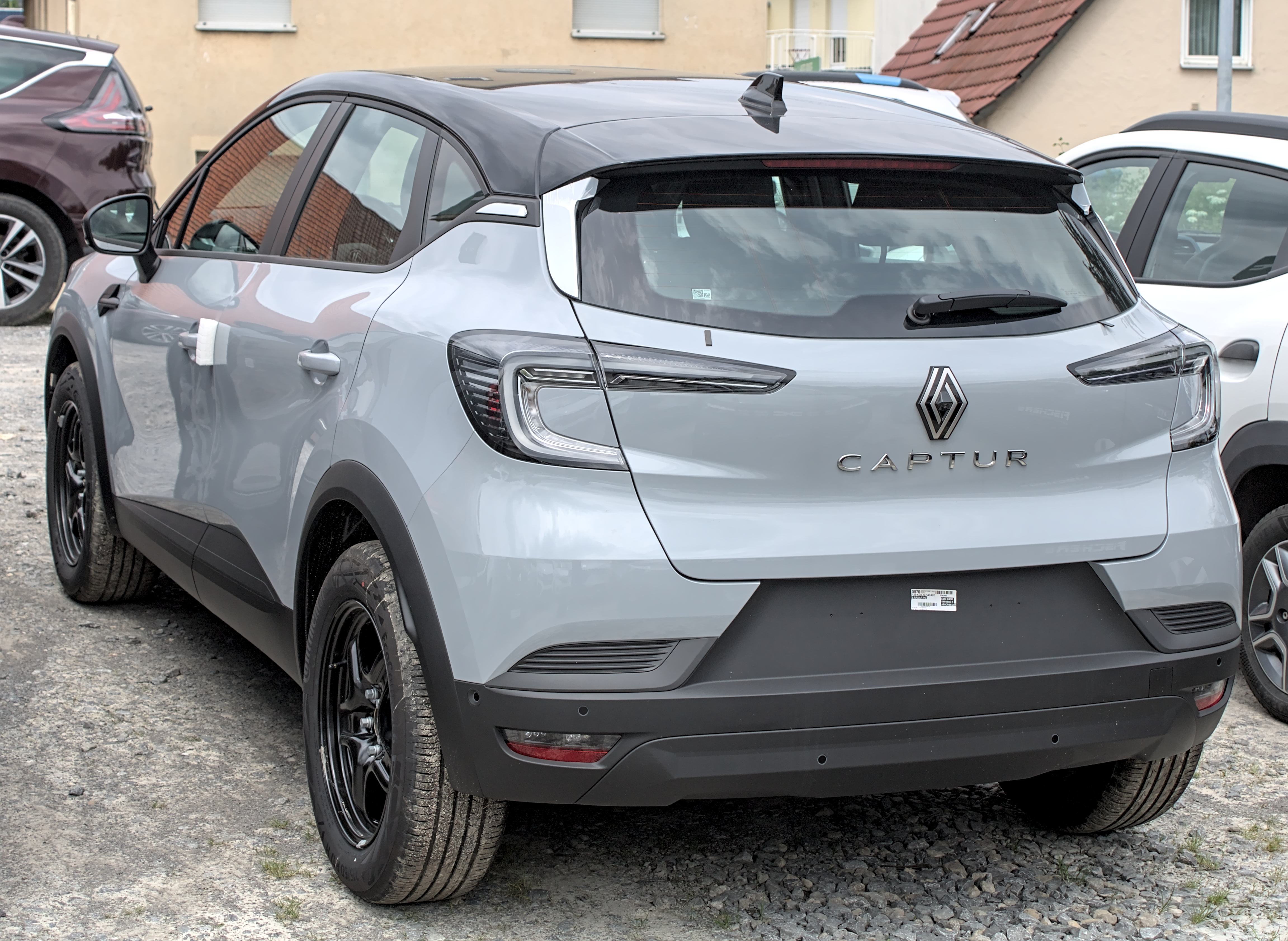
Achteraanzicht
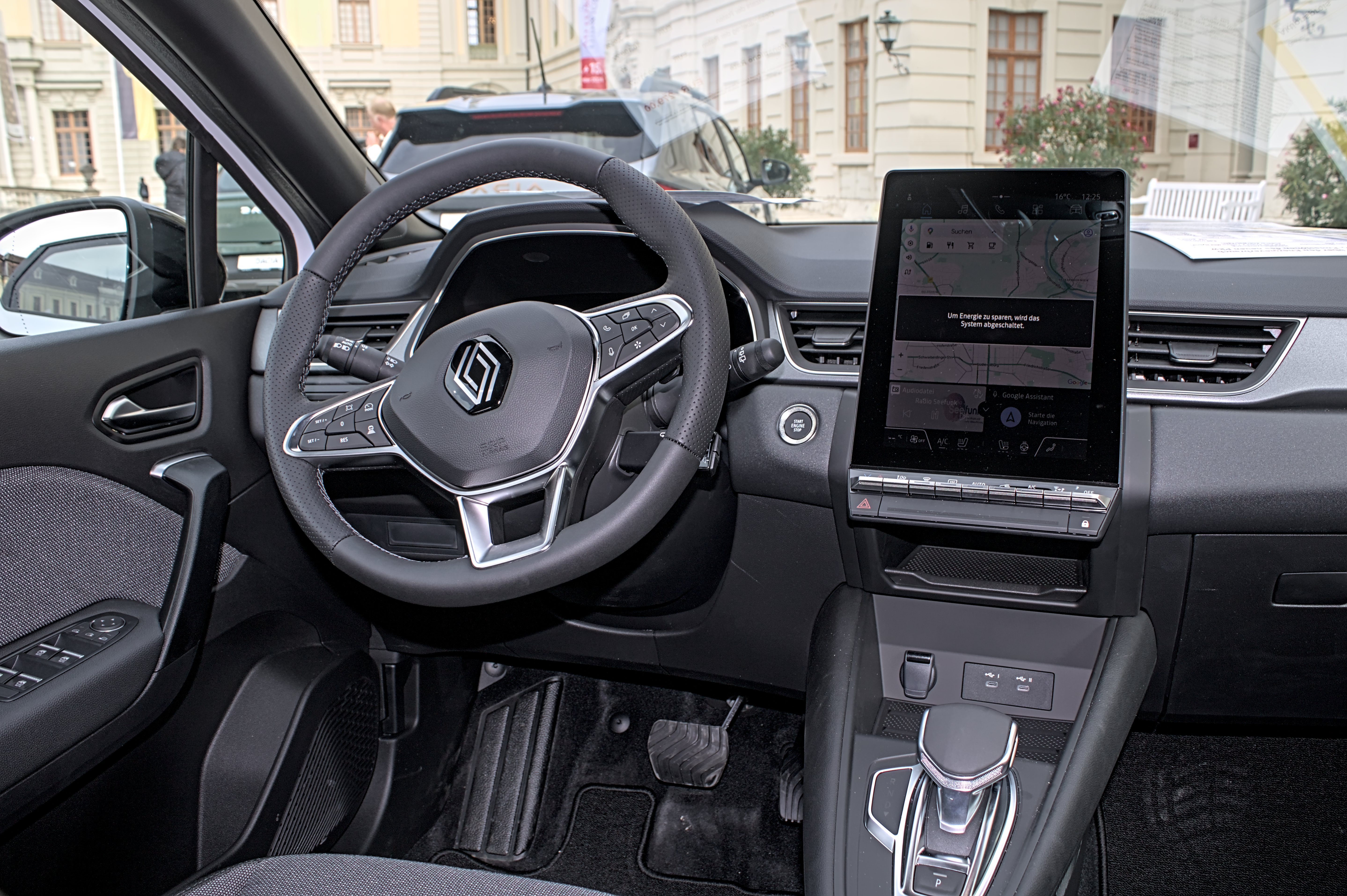
Interieur

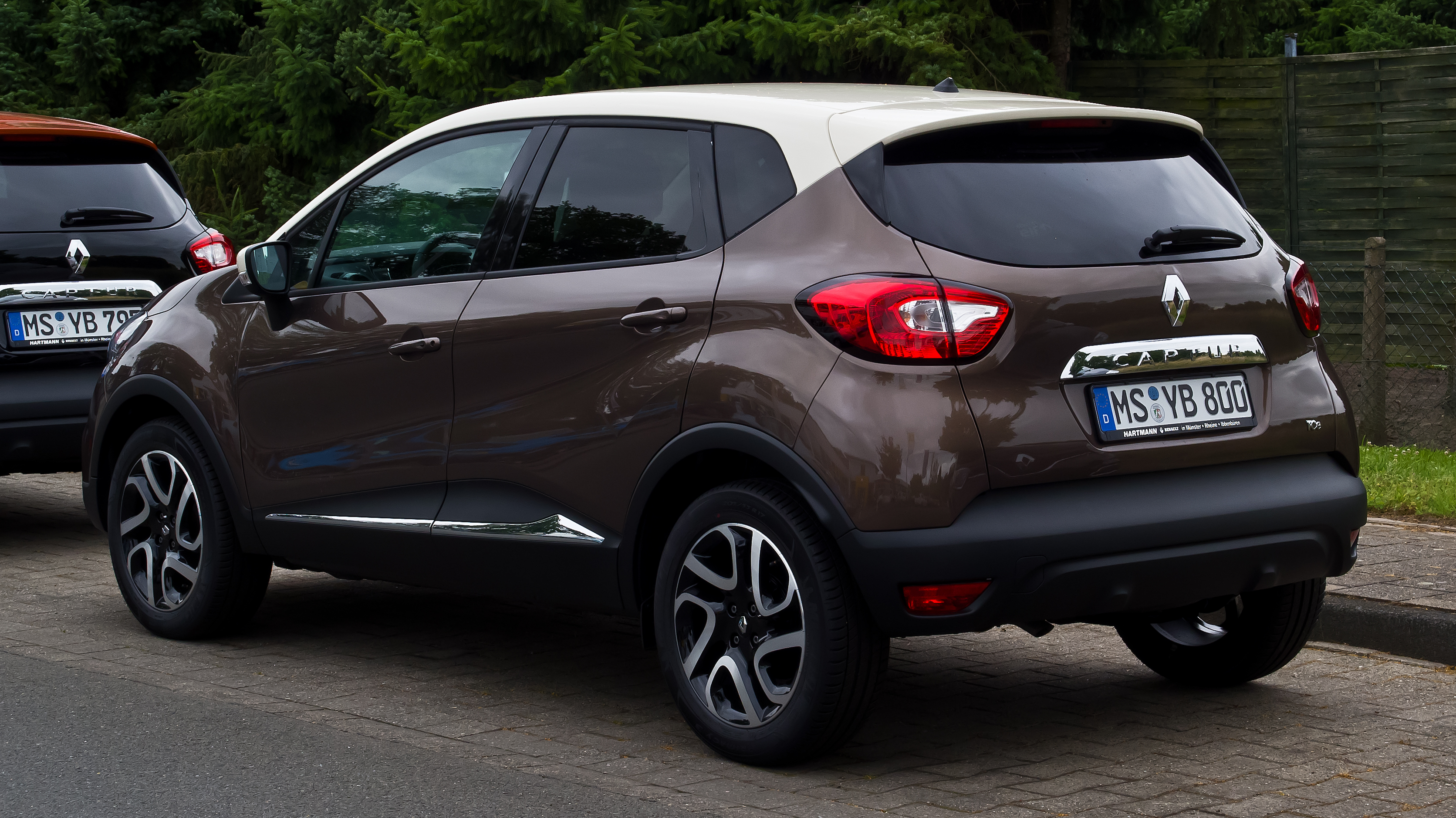
Achteraanzicht
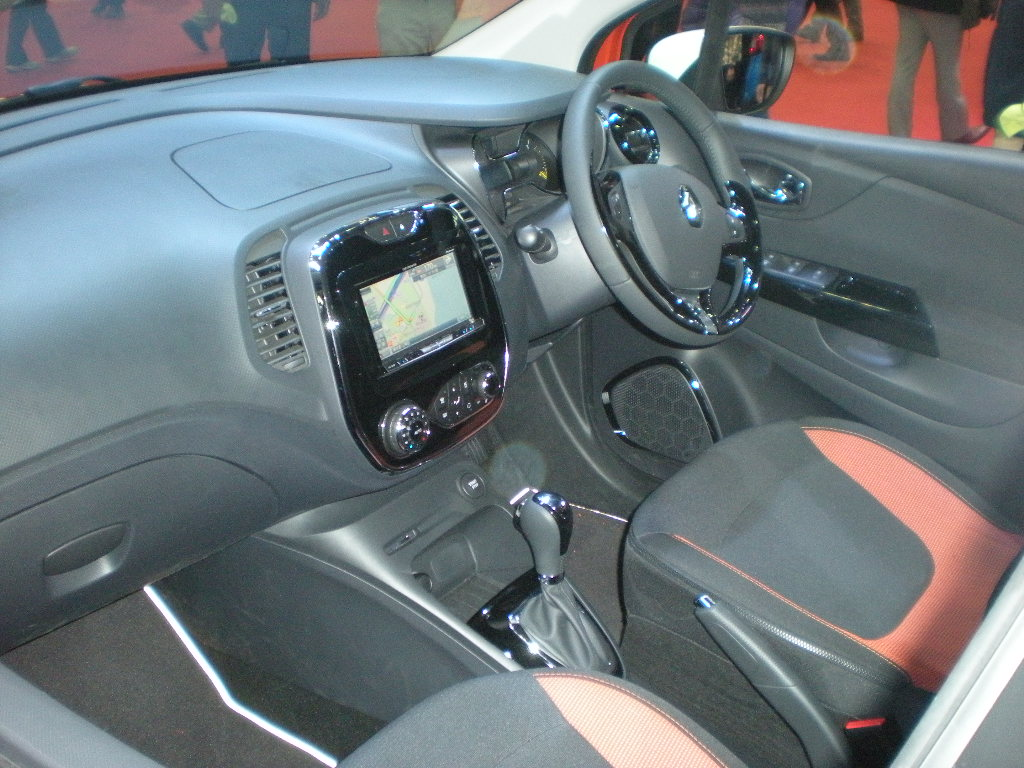
Interieur
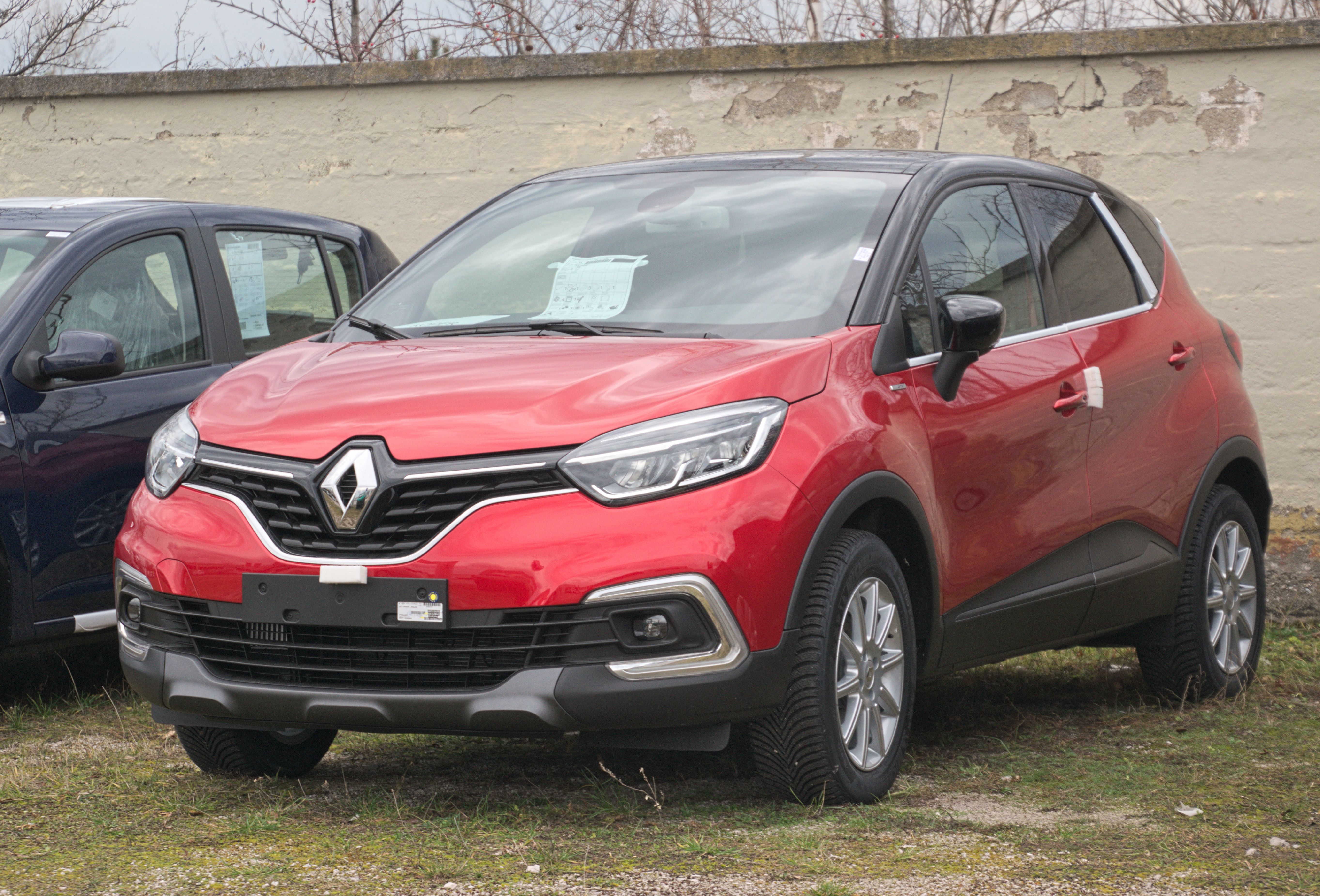
Facelift 2017
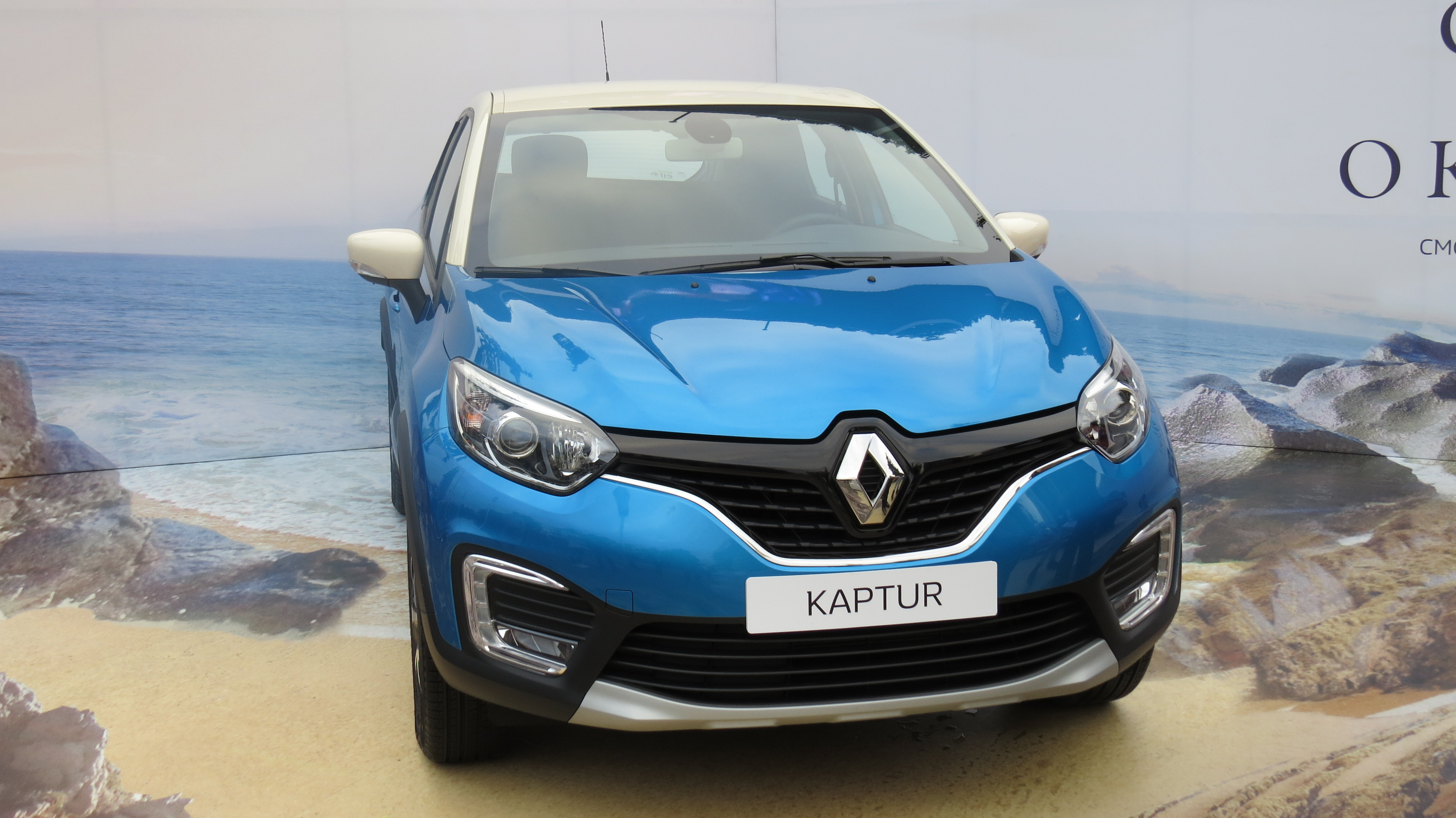
Kaptur

### Motoren
| Benzinemotoren | Benzinemotoren | Benzinemotoren | Benzinemotoren        | Benzinemotoren | Benzinemotoren | Benzinemotoren         | Benzinemotoren | Benzinemotoren                 | Benzinemotoren | Benzinemotoren |
| Model          | Type motor     | Cilinderinhoud | Vermogen              | Koppel         | Topsnelheid    | Acceleratie 0-100 km/h | Uitstoot       | Versnellingsbak                | Jaar           | Opmerking      |
| -------------- | -------------- | -------------- | --------------------- | -------------- | -------------- | ---------------------- | -------------- | ------------------------------ | -------------- | -------------- |
| TCe 90         | I3             | 898cm³         | 66kW (90pk) @5250rpm  | 140Nm @2500rpm | 171 km/h       | 13,0 s                 | 113 g/km       | 5-versnellingen handgeschakeld | 2013-          |                |
| TCe 120        | I4             | 1197cm³        | 88kW (120pk) @4900rpm | 205Nm @2000rpm | 182 km/h       | 10,9 s                 | 125 g/km       | 6-versnellingen handgeschakeld | 2016-          |                |
| TCe 120 EDC    | I4             | 1197cm³        | 88kW (120pk) @4900rpm | 205Nm @2000rpm | 192 km/h       | 9,9 s                  | 125 g/km       | 6-traps automaat               | 2013-          |                |
| Dieselmotoren  |                |                |                       |                |                |                        |                |                                |                |                |
| Model          | Type motor     | Cilinderinhoud | Vermogen              | Koppel         | Topsnelheid    | Acceleratie 0-100 km/h | Uitstoot       | Versnellingsbak                | Jaar           | Opmerking      |
| dCi 90         | I4             | 1461cm³        | 66kW (90pk) @4000rpm  | 220Nm @1750rpm | 171 km/h       | 13,1 s                 | 95 g/km        | 5-versnellingen handgeschakeld | 2013-          |                |
| dCi 90 EDC     | I4             | 1461cm³        | 66kW (90pk) @4000rpm  | 220Nm @1750rpm | 170 km/h       | 13,5 s                 | 101 g/km       | 6-traps automaat               | 2013-          |                |
| dCi 110        | I4             | 1461cm³        | 81kW (110pk) @4000rpm | 260Nm @1750rpm | 182 km/h       | 11,4 s                 | 101 g/km       | 6-versnellingen handgeschakeld | 2015-          |                |

## Tweede generatie (2019-2023)
In 2019 lanceerde Renault de tweede generatie van de Captur. Het model is in alle opzichten groter dan het voorgaande model. Motorisch is er de keuze uit drie verschillende benzine-uitvoeringen, variërend van 100 tot 155pk. Diesels worden in Nederland niet geleverd. Later komt er ook een plug-in hybride beschikbaar.

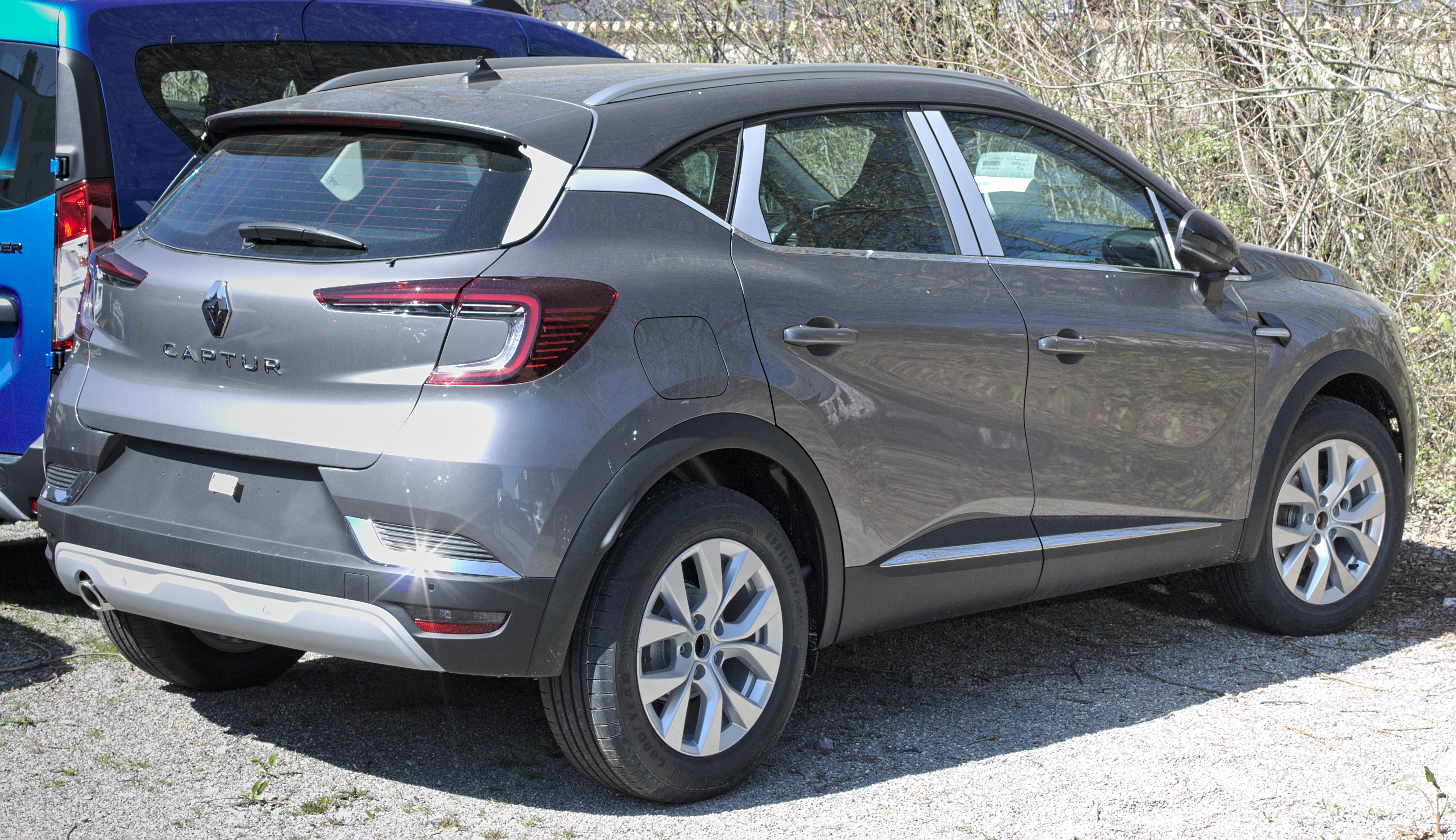
Achteraanzicht
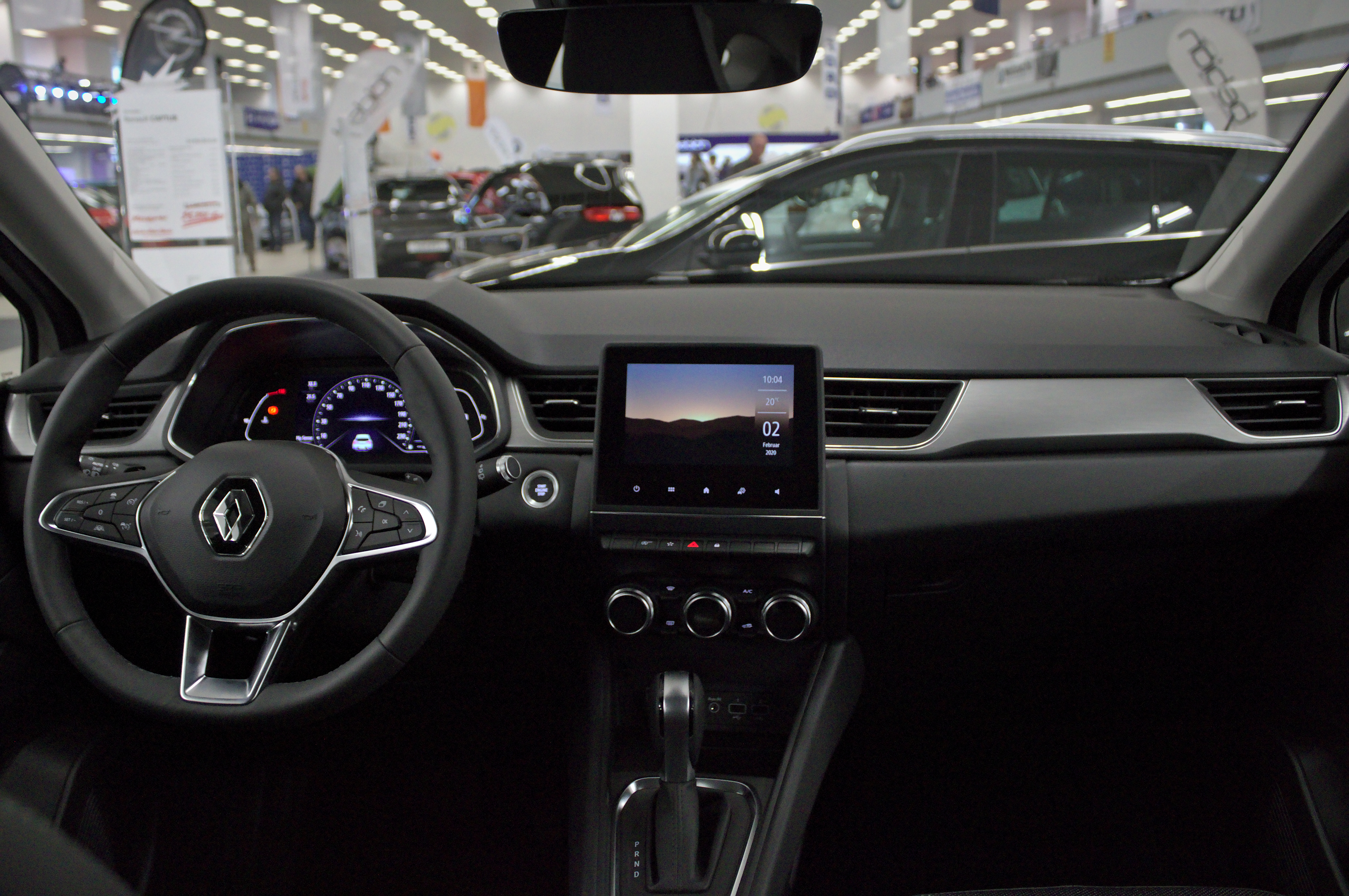
Interieur

## Renault Captur 2.1 (2024 - heden)
In 2024 is de vernieuwde Renault Captur 2.1 verschenen, gebouwd op het CMF-B HS-platform. De styling is vernieuwd en dit model voert het nieuwe logo van Renault.

### Afbeeldingen
- Captur II 2024
- Achteraanzicht
- Interieur

## Afgeleide modellen
Sinds eind 2022 is de Mitsubishi ASX afgeleid van de Renault Captur. De in 2024 geïntroduceerde Renault Symbioz is een verlengde Captur.

## Captur concept

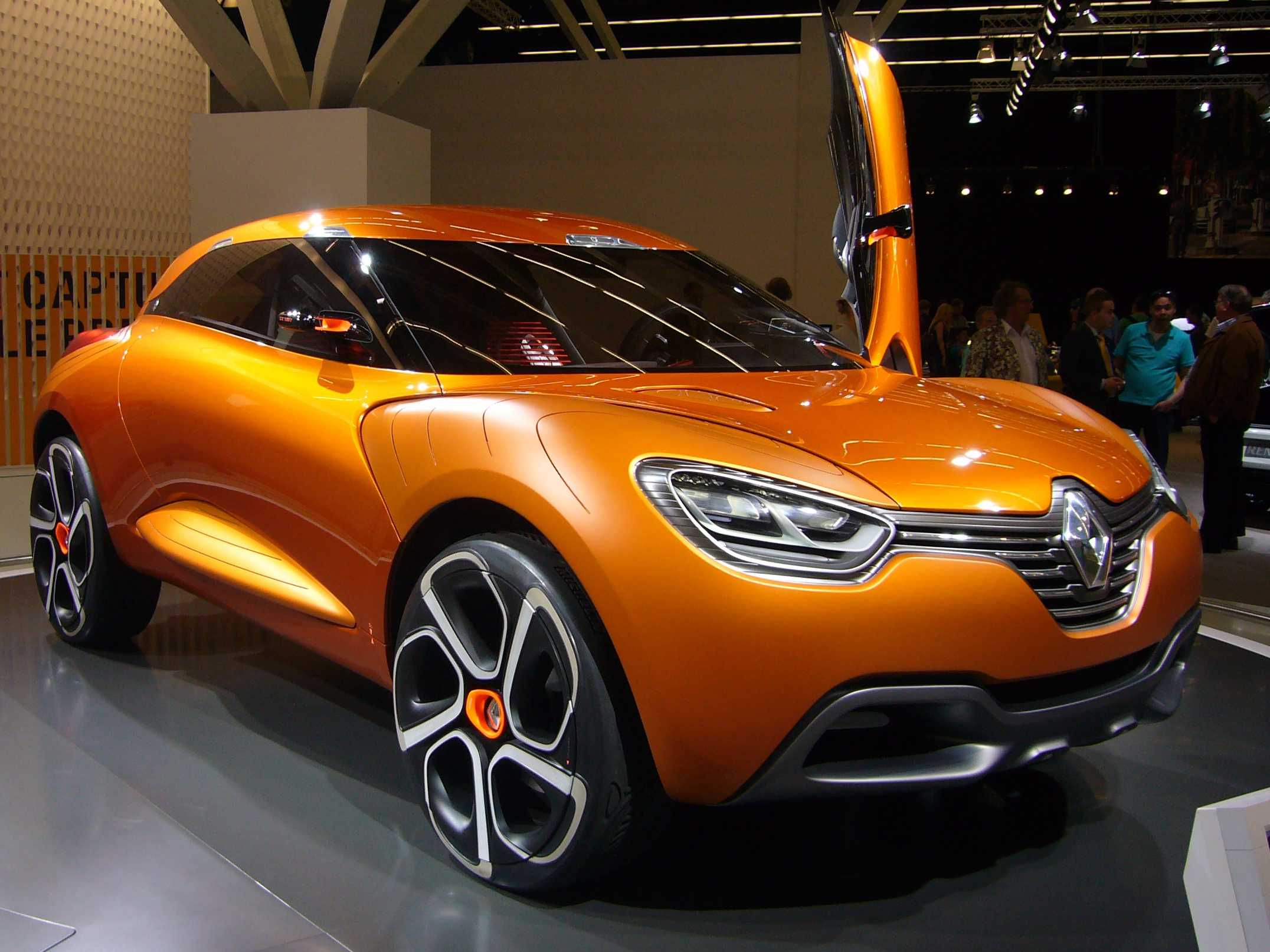
Captur concept

Een conceptmodel met de naam  Captur werd door Renault getoond op de Autosalon van Genève in 2011. De Captur is een mini SUV en is het tweede model in een reeks conceptmodellen dat aangeeft wat de nieuwe designtaal is van Renault. Kenmerkend aan de nieuwe designtaal is onder andere het grote logo op de voorkant van de auto. Het model is ontworpen door Julio Lozano, onder leiding van hoofddesigner Laurens van den Acker. 
Technisch gezien deelt het conceptmodel zijn basis met de Nissan Juke. De Captur wordt aangedreven door een 1.6-liter dCi met twee turbo's met 160pk en 380Nm koppel. De auto is gemaakt van carbon, en is voorzien van vleugeldeuren.

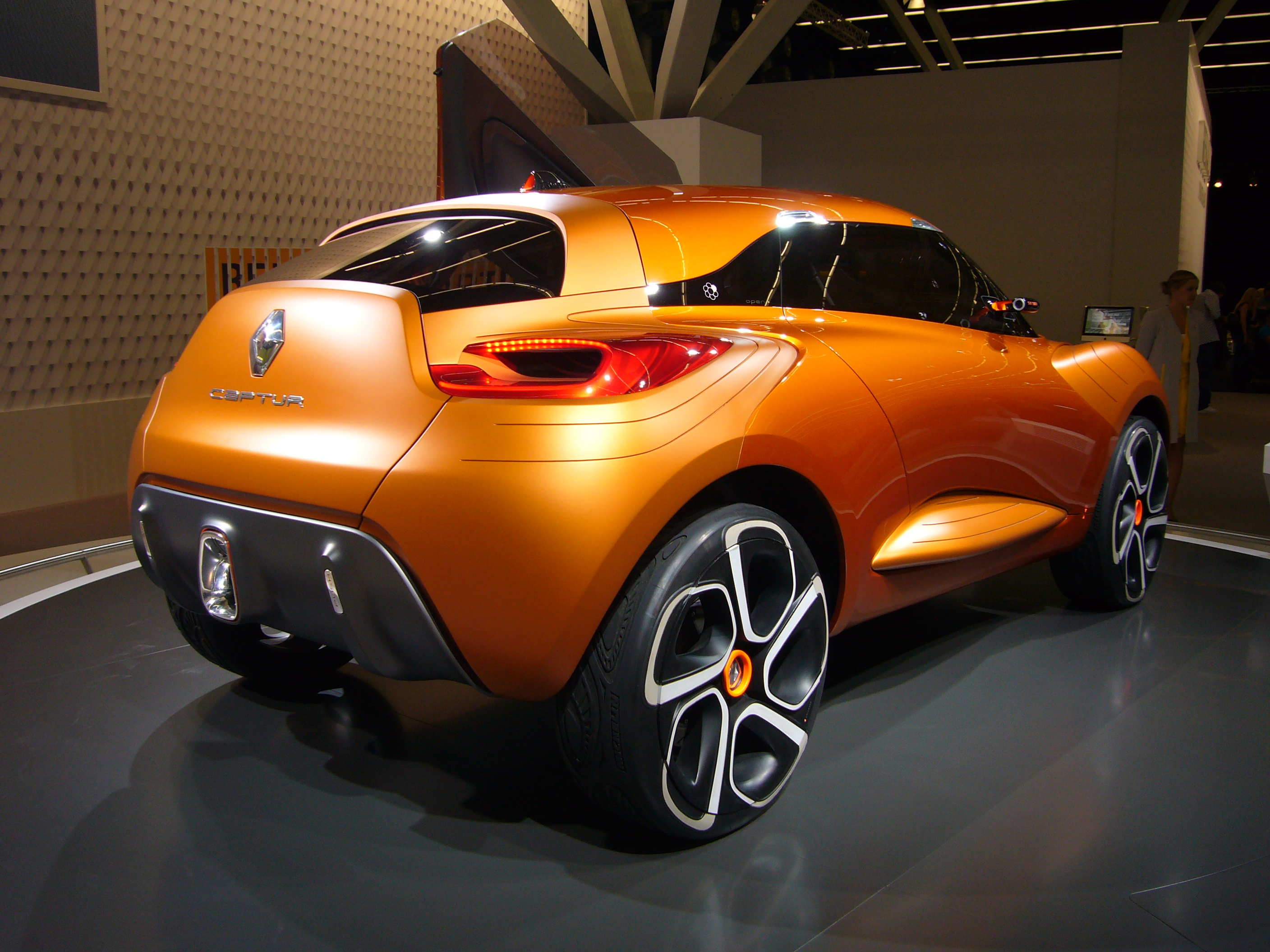
Achteraanzicht
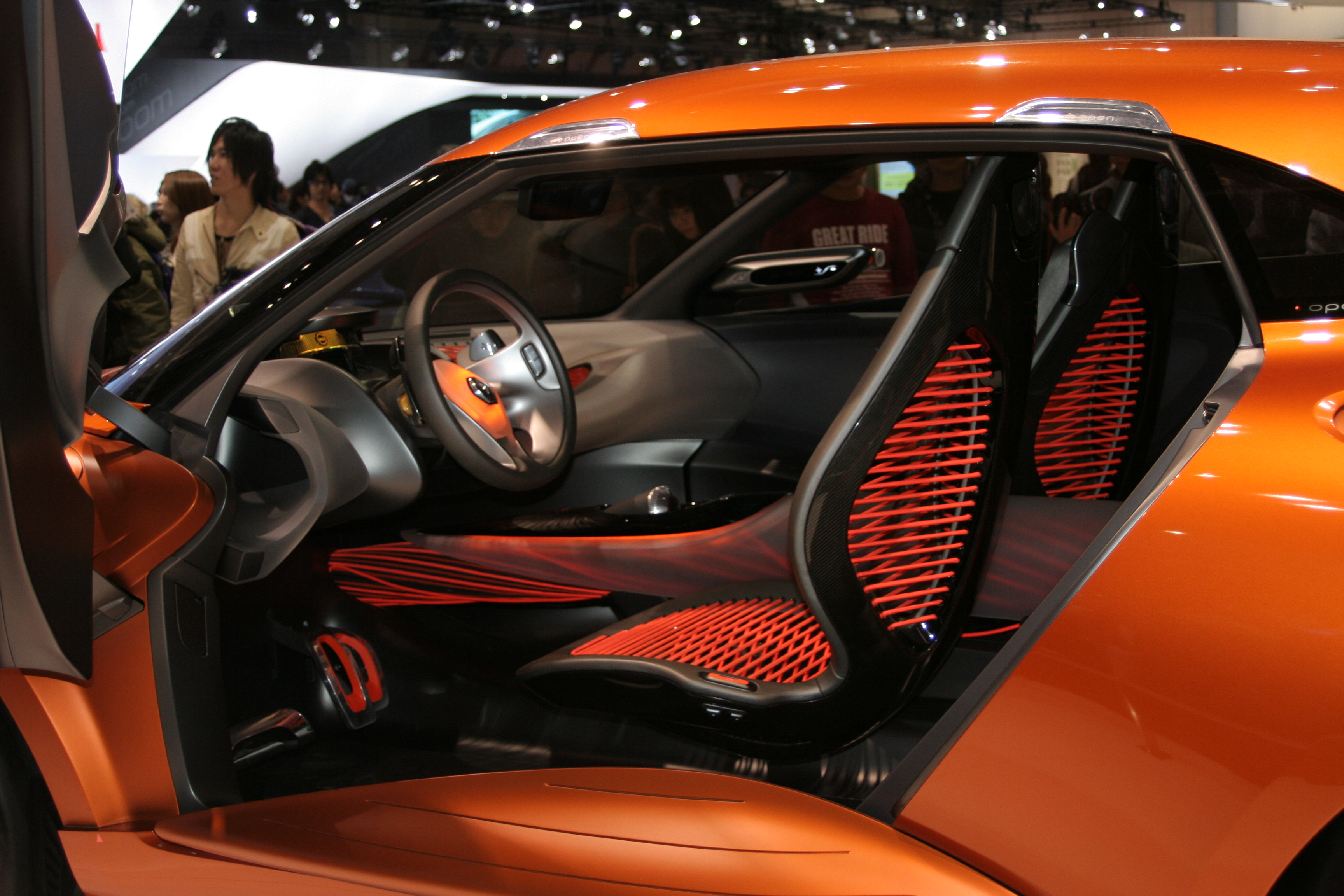
Interieur

In productie:
5 E-Tech · 
Arkana · 
Austral · 
Captur · 
Clio · 
Espace · 
Kadjar · 
Kangoo · 
Koleos · 
Master · 
Mégane · 
Mégane E-Tech · 
Rafale · 
Scenic E-Tech · 
Symbioz · 
Symbol · 
Trafic · 
Twingo · 
Twingo Electric · 
Zoe

Uit productie:
3 · 
4 · 
5 · 
6 · 
7 · 
8 · 
9 · 
10 · 
11 · 
12 · 
14 · 
15 · 
16 · 
17 · 
18 · 
19 · 
20 · 
21 · 
25 · 
30 · 
2CV · 
4CV · 
Avantime · 
Caravelle · 
Dauphine · 
Domaine · 
Estafette ·
Express · 
Floride · 
Fluence ·
Frégate · 
Fuego · 
Juvaquatre ·
Laguna · 
Latitude · 
Modus · 
Nervastella · 
Novaquatre · 
Ondine · 
Prairie · 
Primaquatre · 
Rodeo · 
Safrane · 
Savanne · 
Scénic · 
Spider · 
Talisman · 
Thalia · 
Twizy · 
Vel Satis · 
Vivasport · 
Vivastella · 
Wind